# Drymaria stipitata
Drymaria stipitata là loài thực vật có hoa thuộc họ Cẩm chướng. Loài này được Fosberg mô tả khoa học đầu tiên năm 1941.